# Paradoxostoma kauaiense
Paradoxostoma kauaiense är en kräftdjursart som beskrevs av Hartmann 1991. Paradoxostoma kauaiense ingår i släktet Paradoxostoma och familjen Paradoxostomatidae. Inga underarter finns listade i Catalogue of Life.